# Downhill Racer
Downhill Racer (en España: El descenso de la muerte) es una película estadounidense de 1969, del género drama, dirigida por Michael Ritchie y protagonizada por Robert Redford, Gene Hackman y Camilla Sparv.

## Sinopsis
Para reemplazar a su campeón, que se acaba de romper una pierna, el entrenador del equipo estadounidense de esquí alpino Eugène Clair (Gene Hackman) propone a Brian para que forme parte del equipo olímpico de esquí. Pero un joven granjero de Colorado, David Chappellet (Robert Redford), parece tener un futuro prometedor. Clair le da su oportunidad, pero en su primera carrera internacional, David se niega a tomar la salida, y crea un conflicto en el equipo.

## Reparto
- Robert Redford - David Chappellet
- Gene Hackman - Eugene Claire
- Camilla Sparv - Carole Stahl
- Karl Michael Vogler - Machet
- Jim McMullan - Johnny Creech
- Kathleen Crowley - Periodista americana
- Dabney Coleman - Mayo
- Kenneth Kirk - D. K. Bryan
- Oren Stevens - Tony Kinsmith
- Jerry Dexter - Ron Engel
- Walter Stroud - Padre de David
- Rip McManus - Bruce Devore
- Christian Doermer - Esquiador alemán
- Sylvester Stallone - cliente en restaurante (no acreditado)

## Premios y nominaciones
| Premio                                          | Categoría                                  | Nominación     | Resultado |
| ----------------------------------------------- | ------------------------------------------ | -------------- | --------- |
| Círculo de Críticos de Cine de Nueva York, 1969 | Best Actor                                 | Robert Redford | Nominado  |
| Círculo de Críticos de Cine de Nueva York, 1969 | Best Supporting Actor                      | Gene Hackman   | Nominado  |
| Premios Satellite, 2009                         | Best DVD Extras                            |                | Nominado  |
| Premios WGA, 1970                               | Best Drama Written Directly for the Screen | James Salter   | Nominado  |